# Black Roses Posnania Poznań
Black Roses Posnania Poznań – jeden z czołowych żeńskich zespołów rugby w Polsce założony przez zawodniczkę Annę Rybacką. Drużyna powstała we wrześniu 2012 r. a swój pierwszy oficjalny mecz rozegrała 21 kwietnia 2013 r. na I turnieju Mistrzostw Polski Kobiet w Łodzi. Walka o tytuł najlepszej drużyny kraju odbywała się w ramach trzech turniejów a w ostatecznym rozrachunku w swoim ligowym debiucie Poznanianki zajęły wysokie, czwarte miejsce. W następnym sezonie Czarne Róże zajęły trzecie miejsce w kraju. W sezonie 2014/15 zespół wygrał swój pierwszy turniej w ramach Mistrzostw Polski Kobiet 18 października 2014 r. odbywający się we Wrocławiu pokonując aktualne mistrzynie Biało-Zielone Ladies Gdańsk 29:7. Poznanianki wywalczyły dodatkowo dwa tytuły mistrzowskie w rugby plażowym w 2013 i 2014 r.